# アリケン
『アリケン』は、2008年4月10日から2010年9月25日までテレビ東京で放送されていた深夜バラエティ番組である。2008年10月から「テレ土」枠（毎週土曜25:25 - 26:10）に移動、2009年4月以降は同時間帯の「バラエティ7」枠にて放送。有田哲平と堀内健の冠番組である。一部の新聞のラテ欄には『アリ』だけしか載っていない。

## 番組概要
「有田哲平と堀内健が○○したら○○になりました」というコンセプトで、毎回2人をいろいろな企画に挑戦させ、その化学反応を楽しむ観察バラエティ番組。
土曜時代第2回からオープニングは、2人が楽屋でテーブルに足を掛け天狗トークでくつろいでいる所に、大橋アナウンサーか矢部ディレクターが来て、説教と企画説明を行い2人が凹んだ所で番組が開始するというパターンが定着した。
毎回ではないが、人気番組のパロディーものが多いため、2人からは「パロディーやめようよ」と言っている。
番組開始当初から長らく4:3の標準画質放送だったが2010年6月12日放送分からハイビジョン制作に移行した（アナログ放送は16:9レターボックス形式に変更）。ただし企画によっては4:3の標準画質収録であるためその場合はハイビジョン制作に移行前と同様両サイドに黒帯が添加され、超額縁放送となっている。またこの回からオープニングトークがなくなり、合間にナレーションを挟む構成になった。
2010年9月25日をもって終了。番組最後に有田・堀内の二人を引き続き起用した新番組が10月にスタートすることが明らかになり、同年10月23日より2011年9月24日まで『アリなし〜アリケン★ゴールデンスタジアム〜』のタイトルで、当番組に引き続き土曜バラエティ7前半（旧：第2部）枠で放送された。

## 出演者

### レギュラー
- 有田哲平（くりぃむしちゅー）
- 堀内健（ネプチューン）
  - 2人とも番組中はシャツ、ズボン、靴まですべて白に統一した格好である。『イロモネア』出演時にその理由を聞かれたが、結局答えなかった。
  - 番組内では有田は堀内のことを「健ちゃん」あるいは「健」、堀内は有田のことを「アリペイ」と呼んでいる。オーディション企画で審査をするときなどは、堀内のことを「プロデューサー」、有田のことを「ディレクター」と呼ぶ場合もある。
  - 有田はこの番組でコンビで出演している番組を含めて民間放送全キー局でレギュラーを持つことになった（2008年4月から2009年3月まで、2009年10月から再び全キー局レギュラー持っている）。

### 準レギュラー
- 大橋未歩（テレビ東京アナウンサー）
  - 有田・堀内同様に白い衣装を着用することが多い。木曜放送時代は主にオーディション企画に出演、土曜日移行後は、レギュラーに定着。白い衣装は私服らしい[1]。女相撲企画では、女横綱「瀬戸内海」と呼ばれている。
- レディス4（福岡サヤカ、吉野ももみ、芝田翔生子、花園うらら）⇒ （福岡サヤカ、芝田翔生子、さな）
  - 番組内企画「崖っぷちアイドルオーディション」より生まれたアイドル・ユニット。有田・堀内同様に白い衣装を着用していたが、2009年4月からは水色の水着（福岡は人妻ということで引き続き白の衣装）を着用していたが現在は白い水着を着用している。2009年8月から、吉野が芸能活動を休止したためレディス4からも抜け、2009年9月12日深夜の放送では残る3人での出演となり、12月5日・12日は芝田がミニスカポリスのロケのため欠席し、2人だけでの収録となった。なお、2010年3月6日の放送で、活動休止中の吉野の補充メンバーとして、相方不在での相方だった、さなの加入が決定した。しかし、予告もなく花園がいなくなり残り3人での活動になっている。
  - なお当ユニットは、同じテレビ東京系番組であった『レディス4』（のちの『L4 YOU!』）とは一切関係ない。
- Pabu（小川瀬里奈〈イタリア〉、長尾麻由〈リアル〉、吉永みち〈社長〉）
- Pabu顧問（川村りか）
  - 番組内企画「紹介アイドル（Pabu）オーディション」より生まれたアイドル・ユニット。ユニット名には、パブリシティ（publicity）の「パブ」と、フジテレビの『クイズ!ヘキサゴンII』から生まれたアイドルユニット「Pabo」のパロディの2つの意味がある。正確にはPabuは小川、長尾、吉永の3人で、川村はPabuを指導する顧問という役割であり正式なメンバーではない。他の出演者は白だが対照的に黒の水着を、2009年1月末より、赤の水着を着用。Pabuコーナーが事実上廃止され、出番が激減したことに生活に不安を感じている。2010年2月27日の放送では、リアルが事故で遅刻。
- 矢部宏光（総合演出）
  - 通称「YB」。番組総合演出でありながら、土曜深夜に進出後から頻繁に出演するようになり、現在は大橋アナと共にレギュラーとして定着。主にオープニングでふがいない有田・堀内を説教する役回りとなっている。さらには、『やべっちらし寿司』という某番組パロディーのレギュラーコーナーまで持つようになった。
- 蛭子能収
  - 「しゃべり場」など、様々な企画に登場。その独特な人間性がアリケンの番組としての雰囲気に合っているようで、度々出演している。当番組内での人間性を疑うエピソードは事欠かず、本来ボケであるはずの有田とホリケンがよく突っ込んでいるのが見受けられる。
- アリケリング!!!!（助川まりえ、亀甲山（栗山夢衣）、望月かおり、美月師匠（美月あかり））
  - 戦力外オーディションで急遽作られた、第三のアイドル・ユニット。川村曰く「いらんでしょ」。美月あかり（現・みづきあかり）は、ホリケンの専属作家を兼任。青の水着を着用。助川は友達に亀甲山に間違われてSM好きと言うレッテルで見られて亀甲縛りを嫌がっていたが、亀甲山の母親が亀甲山のみが亀甲縛りなのはおかしいという提案で今後は全員亀甲縛り姿で出ることになった。
- 和田稔樹（AD）
  - ADでありながら、たびたび番組に出演。出演時にはしばしばホリケンからの指示で、「キャモ〜ン」や「アイムクレイジー」などといった言葉を大声で叫ぶ。『新春!モヤモヤアリケンゴッドタン大反省スペシャル〜テレビ東京ラジー賞明日のテレビを考える〜』にてラジー賞を受賞した。番組のHPにてブログ『和談』をやっていた。以下出演回。
    - 2009年3月7日 有田哲平とホリケンがコーディネートしたら…：コーディネート要員として
    - 2009年5月30日 有田哲平とホリケンが街頭アンケートをしたら…：罰ゲームのパレード要員として
    - 2009年6月27日 色っぽいモネア：審査員として
    - 2009年8月15日 有田哲平とホリケンが街頭アンケートをしたら…：罰ゲームのパレード要員として
    - 2009年9月12日 有田哲平とホリケンが初めての体験をしたら…：初体験行動要員として
    - 2010年1月1日 新春!モヤモヤアリケンゴッドタン大反省スペシャル〜テレビ東京ラジー賞明日のテレビを考える〜
    - 2010年1月9日 有田哲平がホリケンのセクハラ裁判をしたら…：裁判の原告として
    - 2010年2月6日 ホリケンが有田哲平の為にちゃんとしたトーク番組を用意したら：番組アシスタント（操られ人形）として
    - 2010年4月3日 有田哲平とホリケンが3時間監禁し武藤親子が観察したら…：投入要員として
    - 2010年4月10日 有田哲平とホリケンが女優選考ドラフトをしたら…：ドラフト結果発表者として
    - 2010年6月5日 有田哲平とホリケンがアリデミー賞授賞式をしたら…：映画出演者として（堀内映画において出オチ、有田映画において大オチ、大橋映画には出演なし）
    - アリケンDVD-BOX vol.2特典映像　2.ワダADがあの噂に迫る!!

### 不定期出演
- デンジャラス（ノッチ、安田和博）
  - 『エンタの神様』オーディション後編で初登場。ノッチがオネエキャラの「穴井我聞」に扮し、オネエ言葉で言う「箱酒〜!」が番組内で大ウケした。ちなみにデンジャラスがイロモネアに出演し「穴井我聞」を披露した際に、ノッチの奥さんが考えたキャラクターであったことをノッチ自ら告白した。尚「穴井我聞」は「ダウンタウンのガキの使いやあらへんで!!」の「ハイテンション・ザ・ベストテン」でもこのキャラで登場したが、司会のダウンタウンでさえもフォローしてもらえず、場をしらけさせてしまう。安田和博も「日本一つまらない大喜利」などに出演。
- こいとちくわ
  - 『エンタの神様』オーディション前編で初登場。出演回数は多くないが、番組内でよく話題に上る。
- 嵯峨根正裕（X-GUN）
  - 「ウソイイ話」や「日本一つまらない大喜利」などに出演。
- 有吉弘行
  - 「しゃべり場」や「ウソイイ話」などに出演。芸風同様、毒舌を吐くことがある。
- 牧野ステテコ（乙女ちゃん）
  - 芸人オーディションで、度々出演。セクシー水泳大会では、ポロリをしてしまい、メンバーからは「（黒ずんでいて）結構（見た目に合わず）遊んでいる」と言われてしまった（本人は「加齢」と弁護）。以降、ポロリがお約束化してしまった。
- 二階堂栄
  - アリケンクイズによく出る素人。会社員の風貌をしているが、出演者はミドルタレントと疑っている。
- 近藤春菜（ハリセンボン）、メグちゃん
  - 女芸人SEXY水泳大会（運動会）の常連で、空気の読めないメグちゃんの行動に近藤が顔をひそめ仲が悪い。
- 大久保佳代子（オアシズ）
  - しゃべり場登場以降、出番が多い。中でも女芸人SEXY水泳大会が「2009年ベストの仕事」や「1年中で一番楽しい仕事」と言い、出演に積極的である。
- 穂花
  - 「しゃべり場」の進行役として、毎回出演。

## エピソード
- 発言テロップは使用されていないが、2人が不可解な言動をした際に「なぜホリケンは○○したのだろう?」「なぜ有田は○○と思ったのだろう?」といった疑問形式のテロップが表示される。
- 台本もなく、あまりにも自由な番組なので、視聴者からは「2人の悪ふざけが酷過ぎる」という苦情が来ているという。また、一般的に苦情が多いのは人気番組の証であるはずなのに、この番組に関しては、人気がないのに苦情は多いらしい。2人の悪ふざけとしては、堀内の大橋アナへのセクハラ（「大橋アナは、アナウンサー20%、オッパイ80%のアナウンサーでしょ!?」と言ってみたり）最近では若い相内優香アナを希望し、大橋アナを「ババァ」（「（相内アナは）どっかのババァと違って･･･」や、「巣鴨が似合う」など）呼ばわりすることや、有田が女性ADを口説いていることをプロットにしていたが、2009年の新春!モヤモヤアリケンオヤジ（モヤモヤさまぁ〜ず2。アリケン。怒りオヤジ3）の際ADから「最初から嫌いでした」と言われている。
- 有田は『くりぃむしちゅーのオールナイトニッポン』にて「内輪では大ウケだった回（2008年8月14日放送『情熱大陸風インタビュー』、ちなみにこの回はオリンピック中継があったため20分遅れで放送された）の視聴率が0.9%だった」「ゲストに来てくれる人が蛭子さんとこいとちくわしかいない」「グダグダになってしまい、結局お蔵入りになった収録分がある」「枠移動の初回放送後『視聴率20%いかなかったんだって？』と冗談を言ってみたら、実際は2%もいっていなかった」などと愚痴をこぼしている。
- 2008年秋から放送時間が変更されるため、番宣ということで何故か他局であるTBSの番組『ウンナン極限ネタバトル! ザ・イロモネア 笑わせたら100万円』（9月20日放送分）にテレビ東京所属のコンビ「アリケン」として出演した。番組スタッフや大橋アナも応援に来ていたようで、賞金の100万円を獲得したら番組の制作費にしたいと意気込んで挑戦し、Lastステージまで進むも、敗退。最後に一発ギャグとして披露する予定であったネタを披露しようとし、堀内が有田のズボンを下ろした際に誤って下着まで下ろしてしまい男性器を露出してしまうというハプニングがあった。有田は「これがなければ、格好よく帰れたのによ!」と悔しがっていた。9月25日深夜の放送では、番組スタッフと大橋アナがTBSの楽屋で2人をチェックする様子が放送された。その後、前述のハプニングを見た大橋アナが帰ってきた2人をしかりつけたが、番組のPRになったということで事を収めた。
- 2010年4月24日放送分で、ナレーションの大岡アナが初めて顔出しした。
- 伊藤プロデューサーが「担当している3つの番組（モヤモヤさまぁ〜ず2、アリケン、怒りオヤジ3）の中で1つ番組を終わらせるとしたら?」という質問に対し、悩むことなく真っ先に「アリケン」と答えた[2]。
- 日本テレビの番組である『世界一受けたい授業』の2010年2月20日放送分に他局にも関わらず大橋アナが出演した。これは『世界一受けたい授業』のプロデューサーが、大橋アナを出したいという要望したことがきっかけで、アリケンの宣伝という名目で実現したもの。同日深夜に放送されたアリケンではその出演の裏側が放送され、アリケンでは初めて有田の相方である上田晋也が出演した。
- 2024年4月19日有田司会の全力!脱力タイムズにホリケンがゲスト出演。収録終了後に有田とホリケンが楽屋で当番組の天狗トークが復活。そこに矢部Dが登場し当時のアリケンスタッフが全員テレ東を退社したと報告。二人は疫病神だと言われ、有田とホリケンも各局にアリケンコンセプトの新番組を用意してほしいと持ちかけているが全局責任が持てないと却下されていると話した。[3]

## 放送リスト
| 木曜25時30分 - 26時（2008年4月10日 - 9月25日） | 木曜25時30分 - 26時（2008年4月10日 - 9月25日） | 木曜25時30分 - 26時（2008年4月10日 - 9月25日）                                        |
| 回                                             | 放送日                                         | テーマ                                                                                |
| ---------------------------------------------- | ---------------------------------------------- | ------------------------------------------------------------------------------------- |
| 第01回                                         | 2008年4月10日                                  | 有田哲平とホリケンを3時間監禁すると…                                                  |
| 第02回                                         | 2008年4月17日                                  | 有田哲平とホリケンが勝手にエンタの神様のオーディションをしたら…                       |
| 第03回                                         | 2008年4月24日                                  | 有田哲平とホリケンが勝手にエンタの神様のオーディションをしたら…                       |
| 第04回                                         | 2008年5月1日                                   | 有田哲平とホリケンが整形手術したら…                                                   |
| 第05回                                         | 2008年5月8日                                   | 有田哲平とホリケンが本気で独身ホリケンの嫁探しをしたら…                               |
| 第06回                                         | 2008年5月15日                                  | 有田哲平とホリケンがブームに乗っかってクイズ番組をやったら…                           |
| 第07回                                         | 2008年5月22日                                  | 有田哲平とホリケンが本気で独身有田の嫁探しをしたら…                                   |
| 第08回                                         | 2008年5月29日                                  | 有田哲平とホリケンがおねだりしたら…                                                   |
| 第09回                                         | 2008年6月5日                                   | 有田哲平とホリケンが勝手に『爆笑そっくりものまね紅白歌合戦』のオーディションをしたら… |
| 第10回                                         | 2008年6月12日                                  | 有田哲平とホリケンが勝手に『爆笑そっくりものまね紅白歌合戦』のオーディションをしたら… |
| 第11回                                         | 2008年6月19日                                  | 有田哲平がホリケンをセクハラ裁判にかけたら…                                           |
| 第12回                                         | 2008年6月26日                                  | 有田哲平とホリケンが戦力外アイドルオーディション｢レディス4｣をしたら…                  |
| 第13回                                         | 2008年7月3日                                   | 有田哲平とホリケンが戦力外アイドルオーディション｢レディス4｣をしたら…                  |
| 特別編                                         | 2008年7月4日                                   | 『モヤモヤさまぁ〜ず2』と『アリケン』がコラボして地デジ特番を生放送でやったら…        |
| 第14回                                         | 2008年7月10日                                  | 有田哲平とホリケンをタクシーに乗せたら…                                               |
| 第15回                                         | 2008年7月17日                                  | 有田哲平とホリケンがレディス4の記者会見をやったら…                                    |
| 第16回                                         | 2008年7月24日                                  | ホリケンが「クイズ!ホリケンに聞きました」の司会をしたら…                              |
| 第17回                                         | 2008年7月31日                                  | 有田哲平とホリケンが未公開シーンでアリケンクイズをしたら…                             |
| 第18回                                         | 2008年8月7日                                   | 有田哲平とホリケンがご老人にネタ見せをしたら…                                         |
| 第19回                                         | 2008年8月14日                                  | 有田哲平とホリケンが情熱大陸風インタビューをすると…                                   |
| 第20回                                         | 2008年8月21日                                  | 有田哲平とホリケンが真剣10代しゃべり場をマネしたら…                                   |
| 第21回                                         | 2008年8月28日                                  | 有田哲平とホリケンが真剣10代しゃべり場をマネしたら…                                   |
| 第22回                                         | 2008年9月4日                                   | 有田哲平とホリケンがスナックでホリケン仕切りの打ち上げをしたら…                       |
| 第23回                                         | 2008年9月11日                                  | 有田哲平とホリケンが大橋アナをコーディネートしたら…                                   |
| 第24回                                         | 2008年9月18日                                  | 有田哲平とホリケンがセクシーADオーディションをしたら…                                 |
| 第25回                                         | 2008年9月25日                                  | 有田哲平とホリケンがTBSの『ザ・イロモネア』に挑戦したら…                              |

| 2008年10月18日から2010年9月25日まで（土曜25時25分 - 26時10分） テレ土（現バラエティ7）第二部 | 2008年10月18日から2010年9月25日まで（土曜25時25分 - 26時10分） テレ土（現バラエティ7）第二部 | 2008年10月18日から2010年9月25日まで（土曜25時25分 - 26時10分） テレ土（現バラエティ7）第二部 |
| 回                                                                                           | 放送日                                                                                       | テーマ |
| -------------------------------------------------------------------------------------------- | -------------------------------------------------------------------------------------------- | --- |
| 第26回                                                                                       | 2008年10月18日                                                                               | 有田哲平とホリケンを3時間監禁したら… ゲスト：アントニオ小猪木、アントキの猪木、春一番 |
| 第27回                                                                                       | 2008年10月25日                                                                               | 有田哲平とホリケンが商品紹介アイドル（Pabu）をオーディションしたら… オーディション参加者：飯田順子、小川瀬里奈、平野由希、澤木律沙、浦えりか、大場桃子、宇佐美玲奈、エレナ、川村りか、カトリーヌ高野、長尾麻由、水上珠里（郷美寿梨）、森口さや、吉永みち、由梨亜 |
| 第28回                                                                                       | 2008年11月1日                                                                                | 有田哲平とホリケンがしゃべり場をしたら… 司会：穂花 ゲスト：有吉弘行、原田大二郎、山崎まさや、三又又三、保田圭 |
| 第29回                                                                                       | 2008年11月8日                                                                                | 有田哲平とホリケンが芸人ライブのカッコイイVTRアカデミー賞をしたら… 司会：下川友子 ノミネート芸人：河本準一（次長課長）、スピードワゴン、ハイキングウォーキング、日村勇紀（バナナマン）、BOOMER、ペナルティ、三村マサカズ（さまぁ〜ず） |
| 第30回                                                                                       | 2008年11月15日                                                                               | 有田哲平とホリケンがPabu VS レディス4対決を見守ると… |
| 第31回                                                                                       | 2008年11月22日                                                                               | 有田哲平とホリケンがドッキリ企画と分かっててドッキリをしたら… |
| 第32回                                                                                       | 2008年11月29日                                                                               | 有田哲平とホリケンがアリケンクイズをしたら… クイズVTR出演:相内優香、二階堂栄 |
| 第33回                                                                                       | 2008年12月6日                                                                                | 有田哲平とホリケンがウソイイ話をしたら… ゲスト：有吉弘行、蛭子能収、嵯峨根正裕（X-GUN）、くまきりあさ美、日村勇紀（バナナマン） |
| 第34回                                                                                       | 2008年12月13日                                                                               | 有田哲平とホリケンが巣鴨で東京のお母さん探しをしたら… |
| 第35回                                                                                       | 2008年12月20日                                                                               | 有田哲平とホリケンがブラックになったら… ゲスト：有吉弘行、二階堂栄 |
| 特別編                                                                                       | 2009年1月1日                                                                                 | 新春!モヤモヤアリケンオヤジ〜明日のテレビを考える〜 |
| 第36回                                                                                       | 2009年1月10日                                                                                | 有田哲平とホリケンがあえて日本一つまらない大喜利をしたら… ゲスト：安田和博（デンジャラス）、嵯峨根正裕（X-GUN）、河田貴一（BOOMER） |
| 第37回                                                                                       | 2009年1月17日                                                                                | 有田哲平とホリケンが勝手に爆笑レッドカーペットのオーディションをしたら… オーディション参加者：ワンワン正田、マッキー、ルシファー吉岡、ノッチ（デンジャラス）/小林アナ、シマシマ、サギタリウス、伊勢浩二（BOOMER）、リナ、牧野ステテコ、小糸チクワ |
| 第38回                                                                                       | 2009年1月24日                                                                                | 有田哲平とホリケンが勝手に爆笑レッドカーペットのオーディションをしたら… オーディション参加者：ワンワン正田、マッキー、ルシファー吉岡、ノッチ（デンジャラス）/小林アナ、シマシマ、サギタリウス、伊勢浩二（BOOMER）、リナ、牧野ステテコ、小糸チクワ |
| 第39回                                                                                       | 2009年1月31日                                                                                | 有田哲平とホリケンがアイドルを家庭訪問をしたら… |
| 第40回                                                                                       | 2009年2月7日                                                                                 | 有田哲平とホリケンがしゃべり場をしたら… 司会：穂花 ゲスト：有吉弘行、蛭子能収、根本はるみ、イジリー岡田 |
| 第41回                                                                                       | 2009年2月14日                                                                                | 有田哲平とホリケンがゲストのキスを目指し料理対決をしたら… 助っ人ゲスト：青田典子、大久保佳代子（オアシズ）、スペシャルゲスト：フォーリンラブ |
| 第42回                                                                                       | 2009年2月21日                                                                                | 有田哲平とホリケンがウソ泣ける歌をしたら… ゲスト：蛭子能収、小沢一敬（スピードワゴン）、狩野英孝、堀越のり |
| 第43回                                                                                       | 2009年2月28日                                                                                | 有田哲平とホリケンが情熱大陸風インタビューをしたら… ゲスト：保阪尚希 |
| 第44回                                                                                       | 2009年3月7日                                                                                 | 有田哲平とホリケンがコーディネートしたら… ゲスト：ノッチ（デンジャラス）、鳥居みゆき |
| 第45回                                                                                       | 2009年3月28日                                                                                | 有田哲平とホリケンが未公開クイズをしたら… |
| 第46回                                                                                       | 2009年4月4日                                                                                 | 有田哲平とホリケンがウソご対面をしたら… / やべっちらし寿司 ゲスト：大久保佳代子（オアシズ）、岸部四郎、奥山佳恵 |
| 第47回                                                                                       | 2009年4月11日                                                                                | 有田哲平とホリケンが蛭子能収企画の合コンに参加したら… / やべっちらし寿司 ゲスト：蛭子能収 |
| 第48回                                                                                       | 2009年4月18日                                                                                | 有田哲平とホリケンが新アリケン候補を探したら… / やべっちらし寿司 ゲスト：有賀さつき、佐々木健介、有坂来瞳、前田健、有村伊勢蔵（伊勢浩二〈BOOMER〉）、穴井我聞（ノッチ〈デンジャラス〉） |
| 第49回                                                                                       | 2009年4月25日                                                                                | 有田哲平とホリケンがブラックジャックをしたら… / やべっちらし寿司 ゲスト：蛭子能収、回答者:音羽かなで、松坂南、権藤愛美、ロペス貴子、松本亜依香、飯田順子、矢崎まこと、乙音奈々、蒼井怜、森まどか、寒竹美早、蜂須賀ゆきこ、結希レイナ、高山えみり、柏木君予、小春ちゃちゃ、藤堂桃子、レディス4、Pabu、進行:川村りか / ピンポン7（大橋未歩、大竹佐知、須黒清華、相内優香、秋元玲奈） |
| 第50回                                                                                       | 2009年5月9日                                                                                 | 有田哲平とホリケンがテレ東新入社員研修をしたら… / やべっちらし寿司 ゲスト：伊藤裕子 |
| 第51回                                                                                       | 2009年5月16日                                                                                | 有田哲平とホリケンがさわやかなキャンプをしたら… |
| 第52回                                                                                       | 2009年5月23日                                                                                | 有田哲平とホリケンがさわやかなキャンプをしたら… |
| 第53回                                                                                       | 2009年5月30日                                                                                | ホリケンの結婚記者会見に行ったら…/ 有田哲平とホリケンが街頭アンケートをしたら… |
| 第54回                                                                                       | 2009年6月6日                                                                                 | 有田哲平とホリケンが結婚記者会見をしたら… ゲスト：メトコ、エビーノ（蛭子能収）、穴井我門（ノッチ）、嵯峨根正裕（X-GUN）、伊勢浩二（BOOMER）、乙女ちゃん（牧野ステテコ）、小糸チクワ |
| 第55回                                                                                       | 2009年6月13日                                                                                | 有田哲平とホリケンが初めての体験をしたら… |
| 第56回                                                                                       | 2009年6月20日                                                                                | 有田哲平とホリケンが二代目上田晋也オーディションをしたら… / 色っぽいモネア（6月27日のみ） オーディション参加者：小宮浩信（三四郎）、イマニヤスヒサ、ヤマザキモータース/関谷迅市（シーランド）、上田浩二郎（Hi-Hi）、寿司 成田ゆうこ、坊野みほ、美月あかり（現・みづきあかり）（6月27日のみ、色っぽいモネア） |
| 第57回                                                                                       | 2009年6月27日                                                                                | 有田哲平とホリケンが二代目上田晋也オーディションをしたら… / 色っぽいモネア（6月27日のみ） オーディション参加者：小宮浩信（三四郎）、イマニヤスヒサ、ヤマザキモータース/関谷迅市（シーランド）、上田浩二郎（Hi-Hi）、寿司 成田ゆうこ、坊野みほ、美月あかり（現・みづきあかり）（6月27日のみ、色っぽいモネア） |
| 第58回                                                                                       | 2009年7月4日                                                                                 | 有田哲平とホリケンがオードリー若林の単独ライブを見たら… / 衝撃映像!有田と堀内の楽屋に原幹恵が訪れた ゲスト：オードリー、原幹恵 |
| 第59回                                                                                       | 2009年7月12日                                                                                | 有田哲平とホリケンがアリケンしゃくれ場をしたら･･･ / 衝撃映像!有田と堀内の楽屋に三宅ひとみが現れた ゲスト：穂花、土田晃之、阿藤快、バービー、あご勇、三宅ひとみ |
| 第60回                                                                                       | 2009年7月18日                                                                                | 有田哲平とホリケンが護身術をしたら･･･ / 衝撃映像!有田と堀内の楽屋に秋山莉奈が現れた ゲスト：テレンス・リー、秋山莉奈 |
| 第61回                                                                                       | 2009年7月25日                                                                                | 有田哲平とホリケンが女芸人SEXY水泳大会をしたら･･･ / 衝撃映像!有田と堀内の楽屋に谷桃子が現れた / 衝撃映像!有田と堀内の楽屋に森下悠里が現れた ゲスト：小原正子（クワバタオハラ）、牧野ステテコ、メグちゃん、近藤春菜（ハリセンボン）、モエヤン、パンプキンズ、大久保佳代子（オアシズ）、椿鬼奴、谷桃子、森下悠里 |
| 第62回                                                                                       | 2009年8月1日                                                                                 | 有田哲平とホリケンが女芸人SEXY水泳大会をしたら･･･ / 衝撃映像!有田と堀内の楽屋に谷桃子が現れた / 衝撃映像!有田と堀内の楽屋に森下悠里が現れた ゲスト：小原正子（クワバタオハラ）、牧野ステテコ、メグちゃん、近藤春菜（ハリセンボン）、モエヤン、パンプキンズ、大久保佳代子（オアシズ）、椿鬼奴、谷桃子、森下悠里 |
| 第63回                                                                                       | 2009年8月15日                                                                                | 有田哲平とホリケンが街頭アンケートをしたら･･･/衝撃映像!有田と堀内の楽屋にB.L.T.アイドルカレッジが現れた ゲスト:B.L.T.アイドルカレッジ |
| 第64回                                                                                       | 2009年8月22日                                                                                | 有田哲平とホリケンがナイツ土屋の単独ライブを見たら･･･/衝撃映像!有田と堀内の楽屋に前島祥子が現れた ゲスト:ナイツ、前島祥子 |
| 第65回                                                                                       | 2009年8月29日                                                                                | 有田哲平とホリケンがしゃべり場をしたら･･･/衝撃映像!有田と堀内の楽屋に浜田翔子が現れた ゲスト:穂花、プリンプリン、蛭子能収、大林素子、有吉弘行、森下千里、浜田翔子 |
| 第66回                                                                                       | 2009年9月5日                                                                                 | 有田哲平とホリケンの未公開映像を女性が自宅で見たら･･･/やべっちらし寿司/衝撃映像!有田と堀内の楽屋に小林恵美が現れた ゲスト:桜ここみ、川村あんな、嶋田春美、蛭子能収、小林恵美 |
| 第67回                                                                                       | 2009年9月12日                                                                                | 有田哲平とホリケンが初めての体験をしたら･･･ |
| 第68回                                                                                       | 2009年9月19日                                                                                | 有田哲平とホリケンがウソ怖い話をしたら･･･ ゲスト:穴井我聞（ノッチ）、磯山さやか、椿鬼奴、島田秀平、梶原しげる |
| 第69回                                                                                       | 2009年9月26日                                                                                | 有田哲平とホリケンがレッド吉田に言い方を学んだら･･･/有田哲平とホリケンがアリケンDVD販売店へ行ったら･･･/衝撃映像!有田と堀内の楽屋に三浦家が現れた ゲスト:レッド吉田、三浦家（三浦葵・三浦萌） |
| 第70回                                                                                       | 2009年10月3日                                                                                | 有田哲平とホリケンが芸人ブラックジャックをしたら･･･/衝撃映像!有田と堀内の楽屋に高部あいが現れた ゲスト:藤崎奈々子、回答者:穴井我聞（ノッチ）、伊勢浩二（BOOMER）、ヤマザキモータース、トリコロール、KICK☆、牧野ステテコ、フレンチトースターズ、キューティー上木、タカギマコト、マクマリージョシュア（名古屋テバサキ）、広海・深海、古賀シュウ、よろこんで佐藤、THE石原、寿司、原田17才、浜ロン / 楽屋ゲスト:高部あい |
| 第71回                                                                                       | 2009年10月3日                                                                                | 有田哲平とホリケンが情熱大陸風インタビューをしたら･･･/衝撃映像!有田と堀内の楽屋にさとう里香が現れたゲスト：伊藤裕子/ 楽屋ゲスト:さとう里香 |
| 第72回                                                                                       | 2009年10月24日                                                                               | 有田哲平とホリケンが女芸人SEXY運動会をしたら･･･ / 衝撃映像!有田と堀内の楽屋に本山華子が現れた / 情熱大陸風インタビュー未公開映像大橋未歩編 ゲスト：小原正子（クワバタオハラ）、牧野ステテコ、メグちゃん、ハリセンボン、ミス☆クリマスク、バービー（フォーリンラブ）、大久保佳代子（オアシズ）、椿鬼奴、黒沢かずこ/ 楽屋ゲスト:本山華子 |
| 第73回                                                                                       | 2009年10月31日                                                                               | 有田哲平とホリケンが女芸人SEXY運動会をしたら･･･ / 衝撃映像!有田と堀内の楽屋に本山華子が現れた / 情熱大陸風インタビュー未公開映像大橋未歩編 ゲスト：小原正子（クワバタオハラ）、牧野ステテコ、メグちゃん、ハリセンボン、ミス☆クリマスク、バービー（フォーリンラブ）、大久保佳代子（オアシズ）、椿鬼奴、黒沢かずこ/ 楽屋ゲスト:本山華子 |
| 第74回                                                                                       | 2009年11月07日                                                                               | 有田哲平とホリケンがザブングル松尾の単独ライブを見たら･･･ /衝撃映像!有田と堀内の楽屋に手島優が訪れた!!ゲスト：ザブングル、ツートン青木、手島優 |
| 第75回                                                                                       | 2009年11月14日                                                                               | 有田哲平とホリケンがしゃべり場をしたら･･･ / 衝撃映像!有田と堀内の楽屋に河北麻友子が現れた / 有田哲平とホリケンがDVDの宣伝をお願いにいきました / 有田哲平とホリケンがミニドラマを撮影しました / 衝撃映像!有田と堀内の楽屋に辰巳奈都子が現れた ゲスト：穂花、藤崎奈々子、有吉弘行、前田健、蛭子能収、大久保佳代子/ゲスト:河北麻友子、辰巳奈都子 |
| 第76回                                                                                       | 2009年11月21日                                                                               | 有田哲平とホリケンがしゃべり場をしたら･･･ / 衝撃映像!有田と堀内の楽屋に河北麻友子が現れた / 有田哲平とホリケンがDVDの宣伝をお願いにいきました / 有田哲平とホリケンがミニドラマを撮影しました / 衝撃映像!有田と堀内の楽屋に辰巳奈都子が現れた ゲスト：穂花、藤崎奈々子、有吉弘行、前田健、蛭子能収、大久保佳代子/ゲスト:河北麻友子、辰巳奈都子 |
| 第77回                                                                                       | 2009年11月28日                                                                               | 有田哲平とホリケンが即興ドラマをしたら･･･ /衝撃映像!有田と堀内の楽屋に鎌田奈津美が訪れた!!ゲスト：大久保佳代子、鎌田奈津美 |
| 第78回                                                                                       | 2009年12月5日                                                                                | 有田哲平とホリケンが戦力外アイドルオーディションを再びしたら… / やべっちらし寿司（12月5日）/ 衝撃映像!有田と堀内の楽屋に雨宮チエが訪れた!!（12月5日）/ 衝撃映像!有田と堀内の楽屋に青島あきなが訪れた!!（12月12日） ゲスト：高橋由衣、藤川ありさ、新堂みなみ、栗山夢衣、助川まりえ、鈴木千絵里、ボブななちゃん、絵音、美月あかり（現・みづきあかり）、山下若菜、清野紗耶香、望月香織、高里零、相多愛、はるな梢、小島潤奈、桃塚亜紀、遠藤愛美、湯本美咲、浅野光、さな / 楽屋ゲスト：雨宮チエ、青島あきな                                                              |
| 第79回                                                                                       | 2009年12月12日                                                                               | 有田哲平とホリケンが戦力外アイドルオーディションを再びしたら… / やべっちらし寿司（12月5日）/ 衝撃映像!有田と堀内の楽屋に雨宮チエが訪れた!!（12月5日）/ 衝撃映像!有田と堀内の楽屋に青島あきなが訪れた!!（12月12日） ゲスト：高橋由衣、藤川ありさ、新堂みなみ、栗山夢衣、助川まりえ、鈴木千絵里、ボブななちゃん、絵音、美月あかり（現・みづきあかり）、山下若菜、清野紗耶香、望月香織、高里零、相多愛、はるな梢、小島潤奈、桃塚亜紀、遠藤愛美、湯本美咲、浅野光、さな / 楽屋ゲスト：雨宮チエ、青島あきな                                                              |
| 第80回                                                                                       | 2009年12月19日                                                                               | 有田哲平とホリケンがストリートミュージシャンをしたら･･･ / やべっちらし寿司 / 衝撃映像!有田と堀内の楽屋に尾崎ナナが訪れた!!ゲスト：武田梨奈、尾崎ナナ |
| 第81回                                                                                       | 2009年12月26日                                                                               | 有田哲平とホリケンがウソゆかりツアーをしたら･･･（30分拡大） / 衝撃映像!有田と堀内の楽屋にW∞アンナが訪れた!!ゲスト：椿鬼奴、ノッチ、ダイアモンド☆ユカイ、土田晃之、田丸麻紀 / W∞アンナ |
| 特別編                                                                                       | 2010年1月1日                                                                                 | 新春!モヤモヤアリケンゴッドタン大反省スペシャル〜テレビ東京ラジー賞明日のテレビを考える〜 |
| 第82回                                                                                       | 2010年1月9日                                                                                 | 有田哲平がホリケンのセクハラ裁判をしたら･･･ / 衝撃映像!有田と堀内の楽屋に杉ありさが訪れた!!ゲスト：あご勇 / 杉ありさ |
| 第83回                                                                                       | 2010年1月16日                                                                                | 有田哲平とホリケンがあるあるネタをしたら… / 衝撃映像!有田と堀内の楽屋にあゆかが訪れた ゲスト：つぶやきシロー、ふかわりょう / あゆか |
| 第84回                                                                                       | 2010年1月23日                                                                                | 有田哲平とホリケンがウソゆかりツアーをしたら… / 有田哲平がホリケンをドッキリにかけたら･･･ 衝撃映像!有田と堀内の楽屋に滝沢乃南が訪れた ゲスト：吉野ももみ、安田和博 / 滝沢乃南 |
| 第85回                                                                                       | 2010年1月30日                                                                                | 有田哲平とホリケンが女性タレントを家宅捜索したら…/衝撃映像!有田と堀内の楽屋に守永真彩が訪れた ゲスト：メグちゃん、カイハラ、牧野ステテコ、椿鬼奴 / 守永真彩 |
| 第86回                                                                                       | 2010年2月6日                                                                                 | ホリケンが有田哲平の為にちゃんとしたトーク番組を用意したら→有田哲平とホリケンがちゃんとしたトーク番組をしたら…/衝撃映像!有田と堀内の楽屋に池田夏希が訪れた ゲスト：上原さくら / 池田夏希 |
| 第87回                                                                                       | 2010年2月13日                                                                                | 有田哲平がホリケンの自宅を訪問したら…/衝撃映像!有田と堀内の楽屋に小泉麻耶が訪れた ゲスト：小泉麻耶 |
| 第88回                                                                                       | 2010年2月20日                                                                                | 有田哲平とホリケンがアリケンクイズをしたら…/大橋アナが世界一受けたい授業に出演したら･･･/衝撃映像!有田と堀内の楽屋に河中あいが訪れた ゲスト：あいださくら、河中あい |
| 第89回                                                                                       | 2010年2月27日                                                                                | 有田哲平とホリケンが戦力外アイドルオーディションをしたら… / ホリペイ・お題『引越し』(3月6日) / 衝撃映像!有田と堀内の楽屋に谷麻紗美が訪れた!!（2月27日）/ 衝撃映像!有田と堀内の楽屋に宮崎麗香が訪れた!!（3月6日） ゲスト：高橋由衣、藤川ありさ、新堂みなみ、栗山夢衣、助川まりえ、鈴木千絵里、ボブななちゃん、絵音、美月あかり（現・みづきあかり）、山下若菜、清野紗耶香、望月香織、高里零、相多愛、はるな梢、小島潤奈、桃塚亜紀、遠藤愛美、湯本美咲、浅野光、さな（以上、2009年12月5日（第78回）、12月12日（第79回）と同じ出演者） / 楽屋ゲスト：谷麻紗美、宮崎麗香 |
| 第90回                                                                                       | 2009年3月6日                                                                                 | 有田哲平とホリケンが戦力外アイドルオーディションをしたら… / ホリペイ・お題『引越し』(3月6日) / 衝撃映像!有田と堀内の楽屋に谷麻紗美が訪れた!!（2月27日）/ 衝撃映像!有田と堀内の楽屋に宮崎麗香が訪れた!!（3月6日） ゲスト：高橋由衣、藤川ありさ、新堂みなみ、栗山夢衣、助川まりえ、鈴木千絵里、ボブななちゃん、絵音、美月あかり（現・みづきあかり）、山下若菜、清野紗耶香、望月香織、高里零、相多愛、はるな梢、小島潤奈、桃塚亜紀、遠藤愛美、湯本美咲、浅野光、さな（以上、2009年12月5日（第78回）、12月12日（第79回）と同じ出演者） / 楽屋ゲスト：谷麻紗美、宮崎麗香 |
| 第91回                                                                                       | 2010年3月13日                                                                                | 有田哲平とホリケンが一発ギャグを学んだら…/衝撃映像!有田と堀内の楽屋に川村りかが訪れた ゲスト：岡田圭右、楽屋ゲスト：川村りか |
| 第92回                                                                                       | 2010年3月27日                                                                                | 有田哲平とホリケンがさわやか対決をしたら…/有田哲平とホリケンが即興で歌うでストリートミュージシャンをしたら…/有田哲平とホリケンがクイズ！蛭子に聞きましたをしたら…/有田哲平とホリケンが言い方術を学んだら…/有田哲平とホリケンを温泉宿で監禁したら…/有田哲平とホリケンが即興ドラマを演じたら…/大橋名人 ゲスト：椿鬼奴、蛭子能収、レッド吉田、牧野ステテコ、小原正子 |
| 第93回                                                                                       | 2010年4月3日                                                                                 | 有田哲平とホリケンが3時間監禁し武藤親子が観察したら…/アリケンCafe ゲスト：武藤北司郎、武藤敬司、Cafeゲスト：次原かな |
| 第94回                                                                                       | 2010年4月10日                                                                                | 有田哲平とホリケンが女優選考ドラフトをしたら…/アリケンCafe Cafeゲスト：里久鳴祐果 |
| 第95回                                                                                       | 2010年4月17日                                                                                | 有田哲平とホリケンがしゃべり場をしたら…/有田哲平とホリケンが準レギュラー単独ライブを見たら･･･/アリケンCafe しゃべり場司会：明日花キララ、ゲスト：蛭子能収、牧野ステテコ、レッド吉田、小原正子、椿鬼奴、ノッチCafeゲスト：大川藍 |
| 第96回                                                                                       | 2010年4月26日                                                                                | 有田哲平とホリケンが映画監督をしたら…/有田哲平とホリケンが映画監督をしたら･･･/アリケンCafe Cafeゲスト：アイヴィ |
| 第97回                                                                                       | 2010年5月1日                                                                                 | 有田哲平とホリケンがしゃべり場をしたら…/ダラダラした有田・堀内に喝を入れろ/アリケンCafe 司会：穂花 ゲスト：クリス松村、蛭子能収、カンニング竹山、大林素子、時東ぁみ、X-GUN、小原正子、TAIKANガールズ、Cafeゲスト：野間れい（5月1日）工藤里紗（5月8日） |
| 第98回                                                                                       | 2010年5月8日                                                                                 | 有田哲平とホリケンがしゃべり場をしたら…/ダラダラした有田・堀内に喝を入れろ/アリケンCafe 司会：穂花 ゲスト：クリス松村、蛭子能収、カンニング竹山、大林素子、時東ぁみ、X-GUN、小原正子、TAIKANガールズ、Cafeゲスト：野間れい（5月1日）工藤里紗（5月8日） |
| 第99回                                                                                       | 2010年5月15日                                                                                | 有田哲平とホリケンがあえてつまらないインタビューをしたら…/天狗トーク未公開名場面集 ゲスト：ゴーストバスターズ（BOOMER河田、X-GUNさがね、デンジャラス安田）Cafeゲスト：折原みか |
| 第100回                                                                                      | 2010年5月22日                                                                                | 有田哲平とホリケンが恋のホリ騒ぎをすると…/アリケンCafe Cafeゲスト：西田麻衣 |
| 第101回                                                                                      | 2010年5月29日                                                                                | ホリペイ、テーマ「妄想」/アリケンCafe Cafeゲスト：佐藤さくら |
| 第102回                                                                                      | 2010年6月5日                                                                                 | 有田哲平とホリケンがアリデミー賞授賞式をしたら･･･/アリケンCafe Cafeゲスト：福田麻衣 |
| 第103回                                                                                      | 2010年6月12日                                                                                | 有田哲平がサイパンに来たら･･･、有田哲平とホリケンがサイパンでスキューバダイビングをしたら･･･、ホリペイテーマ『生ごみ』、有田哲平とホリケンがアイドルでブラックジャックをしたら･･･/アリケンCafe ゲスト：もう中学生、Cafeゲスト：高田鳥場・陶山隼 |
| 第104回                                                                                      | 2010年6月19日                                                                                | 有田哲平がサイパンで情熱大陸風インタビューをしたら･･･、有田哲平とホリケンがアイドルでブラックジャックをしたら･･･/アリケンCafe ゲスト：もう中学生、Cafeゲスト：小林さり |
| 第105回                                                                                      | 2010年7月3日                                                                                 | アリケンがサイパンで大橋アナの寝起きドッキリをしたら･･･、アリケンがアイドルでブラックジャックをしたら･･･、アリケンがサイパンでアリケンクイズをしたら･･･/アリケンCafe ゲスト：もう中学生、Cafeゲスト：笠原美香 |
| 第106回                                                                                      | 2010年7月10日                                                                                | アリケンがサイパンでサイパンでコーディネートをしたら･･･、アリケンがアイドルでブラックジャックをしたら･･･、アリケンがサイパンのSHOWステージで即興芸をしたら･･･/大橋名人 ゲスト：もう中学生 |
| 第107回                                                                                      | 2010年7月17日                                                                                | アリケンがしゃべり場をしたら･･･/アリケンCafe 司会：穂花、ゲスト：有吉広行、カンニング竹山、坂本ちゃん、蛭子能収、有賀さつき、森下千里、Cafeゲスト：松岡音々 |
| 第108回                                                                                      | 2010年7月24日                                                                                | アリケンが紛らわしい芸人対決をしたら･･･/アリケンCafe ゲスト：狩野英孝、ゆってぃ、Cafeゲスト：里見茜、福長優、高橋由真 |
| 第109回                                                                                      | 2010年8月7日                                                                                 | アリケンがしゃべり場をしたら･･･/アリケンCafe 司会：穂花、ゲスト：有吉広行、カンニング竹山、坂本ちゃん、蛭子能収、有賀さつき、森下千里、Cafeゲスト：丸高愛実 |
| 第110回                                                                                      | 2010年8月14日                                                                                | アリケンがアリケリング!!!の家を家庭訪問をしたら･･･/アリケンCafe Cafeゲスト：COSMETICS |
| 第111回                                                                                      | 2010年8月21日                                                                                | 有田哲平とホリケンが女だらけの水泳大会をしたら･･･/アリケンCafe 参加者：おかもとまり、小原正子、たんぽぽ、ハリセンボン、メグちゃん、牧野ステテコ、椿鬼奴、大久保佳代子Cafeゲスト：流川ミサ |
| 第112回                                                                                      | 2010年9月4日                                                                                 | 有田哲平とホリケンがあだ名芸を学んだら･･･/アリケンCafe ゲスト：有吉広行Cafeゲスト：芹那 |
| 第113回                                                                                      | 2010年9月11日                                                                                | 有田哲平とホリケンが女だらけの水泳大会をしたら･･･/アリケンCafe Cafeゲスト：石井寛子 |
| 第114回                                                                                      | 2010年9月18日                                                                                | 有田哲平が単独ライブをしたら･･･ホリケンが単独ライブをしたら･･･/アリケンCafe Cafeゲスト：高橋亜由美 |
| 第115回（最終回）                                                                            | 2010年9月25日                                                                                | 有田哲平とホリケンを監禁したら･･･/アリケンCafe Cafeゲスト：浅倉結希 |

深夜番組では珍しく年末年始以外でも番組休止が多く、2009年3月14日は『本番で〜す!』スペシャル放映で、3月21日は『イツザイ／芸能人こそ2浪して東大に行け』、5月2日、10月10日は『有田&山崎のひきだし太郎』、8月8日はやりすぎコージー『一夜復活!天王洲猥談』放送、2010年3月20日は『FUJIWARAのありがたいと思えッ!』、2010年6月26日は『おぎやはぎのそこそこスターゴルフ4』、7月31日は『本当はちゃんすべきTV』、8月28日は『やりすぎ大爆弾スペシャル』放送のため休止。

## 主な企画
- 監禁企画。
第一回、土曜移動第一回、最終回と節目で行われる企画。マンションの一室に二人を閉じ込め、アドリブに任せる。
- 世界一学びたくない授業
武蔵小山商店街で、芸を学ぶ。
- しゃべり場
真剣10代しゃべり場のパロディ企画。AV女優の司会で、テーマを掲げトーク。
- 家庭訪問
問題を抱えるタレントのお宅に訪問して、問題を解決する。
- 単独ライブ
普段お笑いコンビの地味なほうの一芸を披露する。
- 女だらけの水泳大会、運動会
女芸人を集めて、オールスター水泳大会風の運動企画。
- 情熱大陸風インタビュー
情熱大陸のようなインタビューを受けて、かっこいいことを言う。
- 戦力外アイドルオーディション
崖っぷちのグラビアアイドルを集めて、アイドルユニットを作る。
- ブラックジャック
さまざまな質問をぶつけ、21を目指すブラックジャック。
- アリケンクイズ
有田、ホリケン、大橋アナの3人でクイズ。
- ウソ企画
全員、ウソとわかっててでっち上げの物をやりとおす。ウソ番組オーディションでは、ネタをやらせ勝手に合格を出す。
- ホリケンセクハラ裁判
ホリケンのさまざまなセクハラ行為に採決を下す。
- 彼氏にするならアンケート
街行く女性にアンケート。負けたほうは罰ゲーム。

## コーナー

### やべっちらし寿司
- 2009年4月4日放送分からスタートしたその日の企画の撮れ高が少ないときに行われるミニコーナー。
- アリケンの演出を担当している矢部宏光がちらし寿司を振舞うという内容で、タイトルでもわかるとおり『めちゃ×2イケてるッ!』のコーナー「やべっち寿司」のパロディーであり、コーナー中のテロップや効果音などすべてマネて作ってある。
- 「やべっち寿司」同様、局内のスペースに店を設置しているが、来店する客はアリケンのレギュラー陣または宣伝目的で来たゲストのみでタレントが素通りしても無視している。

### 色っぽいモネア
- ザ・イロモネアのパロディーで、タレントが1人ずつ登場し、「サイレントセクシー」「一言セクシー」「モノセクシー」「川柳セクシー」の中から1つを選び、ホリケン、有田、AD和田をニヤつかせれば、クリア。これを3回クリアできれば、自己PRをすることができる。AD和田がなかなかニヤつかず、堀内の指示でよく空気の読めないガヤが飛ぶ。

### 商品宣伝コーナー
- テレ土に移動後、放送時間の拡張に伴い番組の後半に商品を紹介するミニコーナーが設けられた。
  - 前番組「やりすぎコージー」における「かんだらお仕置き!やりすぎPR」の後継コーナーである。

#### アリケンのPabuコーナー
- 大橋アナが紹介した商品をアイドルがクジで選ばれたお題（腹筋、モノマネなど）をしながら紹介する。
- 有田と堀内が上手く紹介できたかどうか判定し、ダメだった場合はお仕置き（罰ゲーム）もある。
- 1回目はレディス4が参加したが、グダグダになって上手くいかなかったため、2回目以降はオーディションで選ばれたPabuが担当していたが、これもレディス4側からクレームがつき、Pabu、レディス4が隔週で担当する形になった。
- 2009年2月7日の回では、映画『ベンジャミン・バトン 数奇な人生』の告知のために来日したブラッド・ピットに大橋アナがインタビューする模様が放送された。大橋アナのブログによれば、50社ほど許されたインタビューのうちバラエティ番組は『アリケン』を含め2つだけだったらしい。
- 2009年2月21日の回では、映画『ストリートファイター ザ・レジェンド・オブ・チュンリー』の宣伝のために主演のクリスティン・クルックがスタジオに登場した。
- 2009年3月7日からは、レディス4とPabuがゲームで対決し、勝った方が商品紹介できることになった。
- 引くときに、堀内が「出すって大切〜!」がお決まりとなっている。後の衝撃映像!有田と堀内の楽屋に○○が現れたでは、ゲストにこれを強要することもある。

#### 衝撃映像!有田と堀内の楽屋に○○が現れた
- 2009年7月4日放送分から新たに始まった商品宣伝コーナー、毎回有田堀内の楽屋にアイドルが相談に訪れ有田堀内に解決してもらうコーナー。その合間には「アリケンのPabuコーナー」同様に商品宣伝がされる。番組ホームページではコーナーの未公開部分が公開されてある。
- 2010年から「アリケンCafe」として、セットが組まれ、リニューアルされた。

#### 大橋名人
- 「可愛くゲームがしたい」という、大橋アナのたっての希望で新設されたコーナー。ゲームをしながら、可愛い（と思う）リアクションを取る大橋アナにアリケンの二人が指導していく。その合間には大橋アナがプレイしたゲームソフトの商品宣伝や違う商品の宣伝も行う。

### 商品宣伝コーナーに関するネット局の対応
- テレビ大阪はこのコーナーは独自の編集処理で放送されていないが、END時の罰ゲーム部分は放送されている。ちなみに編集されて空いた時間は、他番組の番宣CMやHPのお知らせ部分を再度挿入するなどの独自の編集処理がされている（深夜時代の「やりすぎコージー」でも同様の処理がされていた）。2009年1月25日分より（本放送では2009年1月10日放送）より放送されるようになった。なお、告知内容のVTR部分はカットされているので何の紹介なのかは分かりにくい状態で放送されている。
- びわ湖放送でも、コーナーから商品告知の部分をカットした状態で放送されている。

## ホリペイ
2008年12月20日の放送で、2009年からBSジャパンにて『アリケン』のスピンオフ番組『ホリペイ』がスタートすることが発表された。内容は有田、堀内が番組から出されたお題に対して毒を吐くトーク番組。2009年1月11日から2009年10月4日まで放送され、2010年3月6日のアリケンでコーナーとして復活した。

## 主題歌
オープニングテーマ
- Snoop Dogg『Drop It Like It's Hot』

歴代エンディングテーマ
- 西田エリ『桜蕾〜サクラ〜』（2008年4月 - 6月）
- フーバーオーバー『発展家』（2008年7月 - 9月）
- 大石昌良『うしろのしょうめん』（2008年10月 - 12月）[11]
- SoulJa『ONE TIME feat. 一星 & 沖仁』（2009年1月）
- KEN THE 390『届けたくて… feat. 青山テルマ』（2009年2月）
- FOTP『brand new day』（2009年3月）
- 怒髪天『労働 CALLING』（2009年4月）
- JAPAN-狂撃-SPECIAL『朝日』（2009年5月）
- 童子-T『ファーストソング』（2009年6月）
- EdgePlayer『Disco Shit』（2009年7月 - 9月）
- midnightPumpkin 『光のストーリー』（2009年10月 - 12月）
- GENERAL HEAD MOUNTAIN 『青』(2010年1月）
- 大野靖之『ヒリヒリ』(2010年2月）
- せきずい『いつか僕が…』(2010年3月）
- 片山ブレイカーズ&ザ★ロケンローパーティ『地球最期の朝がきて』(2010年4月）
- しばあみ『スピード』（2010年5月 - 6月）
- フーバーオーバー『気分はエトランゼ』（2010年7月 -9月）

## DVD
- アリケンDVD vol.1 「アリケンしゃべり場」 発売元:テレビ東京/販売元:東宝 本編約92分+特典約35分 (2009年9月18日発売、2940円)
  1. 「ブスさらし！」編  ゲスト:蛭子能収、有吉弘行、堀越のり、穂花、デンジャラス、こいとちくわ、レディス4（福岡サヤカ、吉野ももみ、芝田翔生子、花園うらら）
  2. 「しゃべるな、口臭ぇな！」編  ゲスト:有吉弘行、穂花、原田大二郎、山崎まさや、三又又三、保田圭、大橋未歩
  3. 「毒まんじゅう！」編  ゲスト:蛭子能収、有吉弘行、穂花、大橋未歩、根本はるみ、イジリー岡田
- 特典映像
  1. 未公開映像: 社会的にヤバすぎてカットしちゃった編／あまりにしまらなかった編
  2. エビーノ（蛭子能収）記者が“有吉にやられた女たち”を緊急取材！
  3. YB・りか様・社長の絶対放送できない楽屋裏トーク！〜アイドルの(秘)性癖編〜（副音声）

- アリケンDVD-BOX vol.2&vol.3 発売元:テレビ東京/販売元:東宝 (2009年9月18日発売、5880円)
- アリケンDVD-BOX vol.2 「アリケン オーディション」 本編約119分+特典約52分 
  1. 勝手にエンタの神様 オーディション
  2. 戦力外アイドル オーディション
  3. 商品紹介アイドル（Pabu）を オーディション
  4. 勝手に爆笑レッドカーペット オーディション
- 特典映像
  1. 未公開映像: グダグダ対決 レディス4 vs Pabu
  2. ワダADがあの噂に迫る！！「穴井我聞のお店は本当にあった？」「チクワが社長？」「伊勢ダンス教室があった？」／イタリアの「ちょっと大人のイタリア語講座」／リアルの「全力腹」
  3. YB・りか様・社長の絶対放送できない楽屋裏トーク！〜アイドルの（秘）楽屋編〜（副音声）

- アリケンDVD-BOX vol.3 「アリケン引きこもり」 本編約100分+特典約43分
  1. アリケン 監禁
  2. アリケン クイズ
  3. アリケン 情熱大陸
  4. 黒アリケン
  5. アリケン 情熱大陸 保阪尚希編
- 特典映像
  1. 未公開映像: 監禁でさらに歌を作っていた編／あの人にも毒舌を言っていた編／大橋アナの情熱大陸風インタビュー編
  2. 情熱大陸風フェイクドキュメンタリー！天才漫画家蛭子能収の一日に迫る！／イタリアの「ちょっと大人のイタリア語講座」／リアルの「全力腹」
  3. YB・りか様・社長の絶対放送できない楽屋裏トーク！〜アイドルの（秘）過去編〜（副音声）

- DVD-BOX封入特典
  1. 初回限定特典として、レディス4、Pabuのセクシー写真を封入
  2. vol.1も収納できるスペシャルBOX仕様

## スタッフ
- ナレーター：大岡優一郎（テレビ東京・アナウンサー）
- 構成：北本かつら、石井裕之、ヒロハラノブヒコ、清水寛生、小西幸一郎
- カメラ：松井光太郎
- 音声：大関満朗
- VE：高山昌樹
- 美術協力：テレビ東京アート
- 美術進行：小越敏彦
- ロケ技術：八峯テレビ
- 技術協力：麻布プラザ
- 編集：森岡佑次
- MA：小田嶋広貴
- タイトルロゴ：Daro
- 音響効果：佐藤卓嗣（278）
- メイク：佐々木麻里子
- スタイリスト：阿部剛志
- 編成：今井豪、走尾奈美絵（途中から）
- 番宣：野上次郎
- 音楽協力：テレビ東京ミュージック
- 制作協力：ユーフィールド
- デスク：鈴木夏枝
- AP：大野もも
- ディレクター：谷中憲、新沢学、地濃愛、長久保理
- 演出：矢部宏光
- プロデューサー：上原敏明、塩原幸雄
- 総合プロデューサー：伊藤隆行（2009.4 - ）
- 製作著作：テレビ東京

### 過去のスタッフ
- カメラ：古俣智則
- 音声：堀田博之
- VE：大高浩
- 編集：朝日豊
- MA：飯田太志
- メイク：山田かつら
- 番宣：大橋朋子、小林教子、大塚淳
- AP：川嶋典子、原田里美
- AD：橋本早世、星崎智恵、和田稔樹

## ネット局と放送時間
| 放送対象地域   | 放送局         | 系列           | 放送曜日・時間     | 放送開始日     | 放送日の遅れ |
| -------------- | -------------- | -------------- | ------------------ | -------------- | ------------ |
| 関東広域圏     | テレビ東京     | テレビ東京系列 | 土曜 25:25 - 26:10 | 2008年4月10日  | 制作局       |
| 大阪府         | テレビ大阪     | テレビ東京系列 | 土曜 25:30 - 26:15 | 2008年4月16日  | 14日遅れ     |
| 熊本県         | 熊本放送       | TBS系列        | 木曜 24:34 - 25:04 | 2008年5月6日   | 12日遅れ     |
| 北海道         | テレビ北海道   | テレビ東京系列 | 月曜 25:30 - 26:15 | 2008年10月31日 | 16日遅れ     |
| 福岡県         | TVQ九州放送    | テレビ東京系列 | 金曜 24:58 - 25:43 | 2008年11月14日 | 13日遅れ     |
| 長野県         | 信越放送       | TBS系列        | 金曜 24:20 - 24:50 | 2009年4月3日   | 20日遅れ     |
| 滋賀県         | びわ湖放送     | 独立UHF局      | 日曜 25:00 - 25:45 | 2009年4月5日   | 22日遅れ     |
| 石川県         | テレビ金沢     | 日本テレビ系列 | 金曜 25:04 - 25:34 | 2009年4月21日  | 20日遅れ     |
| 岡山県・香川県 | テレビせとうち | テレビ東京系列 | 火曜 24:58 - 25:28 | 2009年4月21日  | 31日遅れ     |
| 福島県         | テレビユー福島 | TBS系列        | 火曜 25:29 - 25:59 | 2009年6月23日  | 不明         |
| 宮城県         | ミヤギテレビ   | 日本テレビ系列 | 月曜 25:00 - 25:30 | 2010年7月12日  | 30日遅れ     |

- テレビ東京系列局であるテレビ愛知は最後まで未放送だった。
- 熊本放送・信越放送・テレビ金沢・テレビせとうちなどでは、オープニングの楽屋部分とやべっちらし寿司や商品宣伝コーナーなどのコーナーをカットし、本編を30分に再編集したものが放送されていた。
- テレビ大阪での放送時間は2009年12月まで日曜 24:35 - 25:20、2010年1月まで土曜 25:25 - 26:05、3月まで土曜 25:25 - 26:10だった。
- 熊本放送での放送時間は、2009年3月まで火曜 25:30 - 26:00、2009年5月までは水曜 25:04 - 25:34であった。
- テレビ北海道は2009年10月9日まで金曜 25:00 - 25:45だったが、海外ドラマ『4400 未知からの生還者』放送に伴い同年10月19日から現時間帯に移動となった。
- テレビ金沢では2010年3月まで火曜 24:29 - 24:59だった。
- 信越放送は2010年9月10日まで金曜 25:45 - 26:15だったが、同年10月1日から現時間帯に移動となった。[12]

### 途中打ち切りの局
- テレビ新潟 - アリケン開始時からのネットであったが、半年後の2008年9月で打ち切った。
- 鹿児島讀賣テレビ - テレビ新潟と同じくアリケン開始当初からネットしていたが、2010年4月1日をもって打ち切り。（最終回は第90回放送「有田哲平とホリケンが戦力外アイドルオーディションをしたら…」）　なお、後番組は『フットンダ』（火曜深夜からの移動）

## 関連番組
- ホリペイ - BSジャパンで放送されていたスピンオフ番組。